# Tubificoides foliatus
Tubificoides foliatus är en ringmaskart som beskrevs av Baker 1983. Tubificoides foliatus ingår i släktet Tubificoides och familjen glattmaskar. Inga underarter finns listade i Catalogue of Life.